# TCDD DE33000 sorozat
A TCDD DE33000 sorozat  egy török Co'Co' tengelyelrendezésű dízel-villamos mozdony sorozat. A TCDD üzemelteti. Összesen 65 db-ot rendeltek belőle 2003-ban a Tülomsaştól. A sorozat alapja a TCDD DE22000 sorozat. A gyártás 2003-ban kezdődött.